# Centrum Olimpijskie w Warszawie
Centrum Olimpijskie im. Jana Pawła II – wielofunkcyjny budynek mieszczący się w warszawskiej dzielnicy Żoliborz przy ulicy Wybrzeże Gdyńskie 4. Jest siedzibą Polskiego Komitetu Olimpijskiego.

## Historia powstania
Koncepcję Centrum opracowano w latach 80. XX wieku. Po wystąpieniu w pierwszej połowie 1986 PKOl do Stołecznego Biura Planowania Urzędu m.st. Warszawy o wskazanie lokalizacji pod budowę, otrzymano w marcu 1987 decyzję o ustaleniu lokalizacji. 16 grudnia 1988 podpisano umowę z Prezydentem m.st. Warszawy. 17 stycznia 1994 roku po podpisaniu aktu notarialnego z Gminą Żoliborz Polski Komitet Olimpijski otrzymał prawo użytkowania wieczystego terenu. Dopiero jednak w 2000 roku, po wielu latach poszukiwania partnera strategicznego i niezwykle trudnych negocjacjach, PKOl wybrał w przetargu ofertę firmy Echo Investment S.A. z Kielc. Rok później, 10 grudnia 2001, burmistrz Gminy Warszawa-Centrum wydał ostateczną decyzję o warunkach zabudowy i zagospodarowania terenu. Ostateczna umowa o generalnej realizacji inwestycji przez Echo Investment SA została podpisana 9 października 2002 roku. 11 października 2002 wmurowano kamień węgielny. 
Budynek oddano do użytku 27 maja 2004.
Koszt budowy obiektu wyniósł 34 mln zł.
W marcu 2005 Zarząd Polskiego Komitetu Olimpijskiego przyjął pomysł nadania Centrum imienia Jana Pawła II. Uroczystość nadania imienia odbyła się 18 maja 2005, w 85. rocznicę urodzin papieża. Tablice upamiętniające odsłonili prymas Polski Józef Glemp i prezes Polskiego Komitetu Olimpijskiego Piotr Nurowski.

## Użytkownicy Centrum Olimpijskiego
Oprócz Polskiego Komitetu Olimpijskiego w Centrum mieszczą się m.in.:
- Muzeum Sportu i Turystyki
- Centrum Edukacji Olimpijskiej
- Polska Fundacja Olimpijska
- Klub Olimpijczyka
- PL.2012+
- Klub fitness Gymnasion
- Restauracja „Moonsfera”

## Galeria

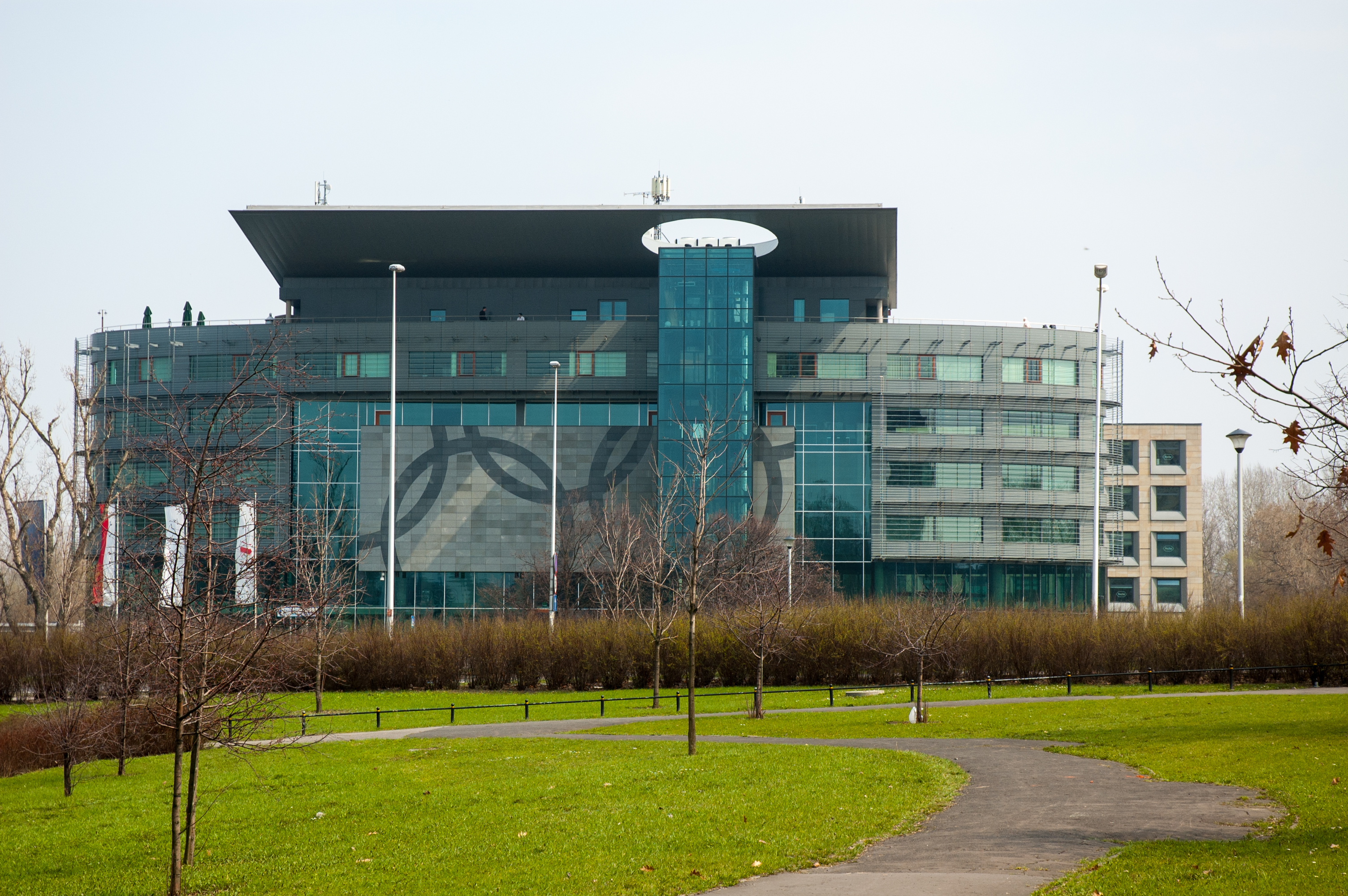
Ogólny widok budynku
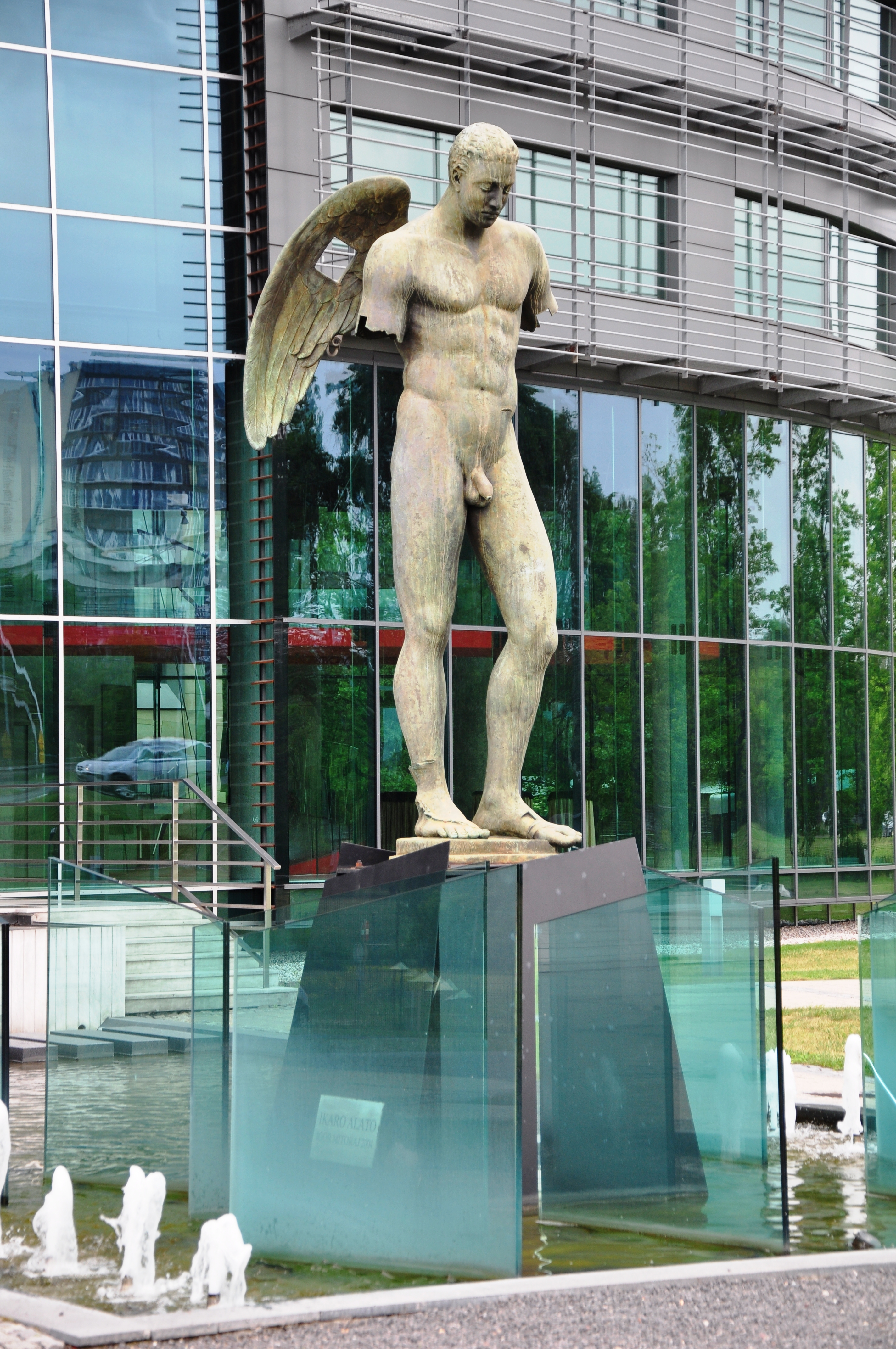
Rzeźba Ikaro Alato Igora Mitoraja
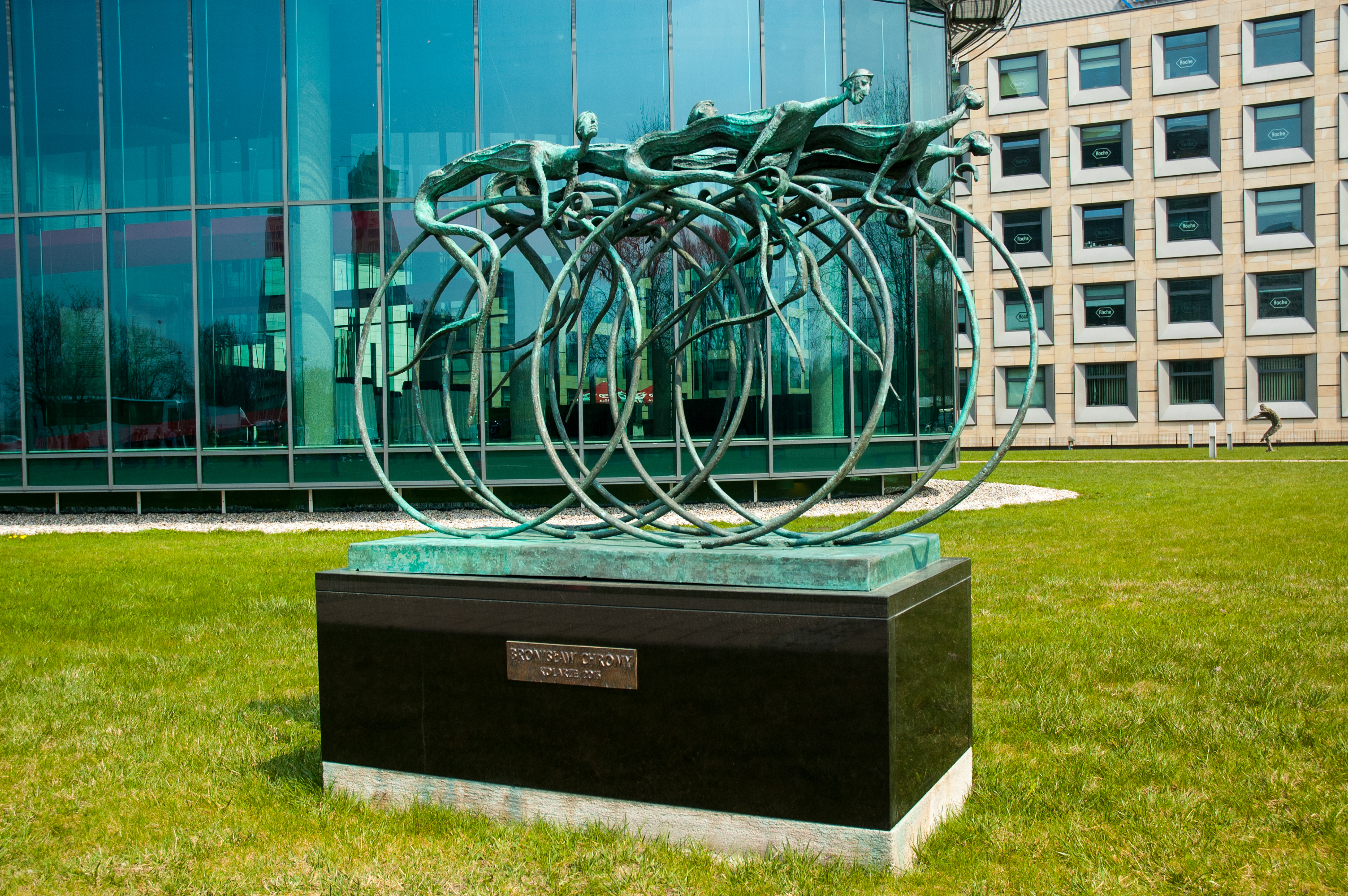
Ekspozycja Bronisław Chromy Kolarze 2013
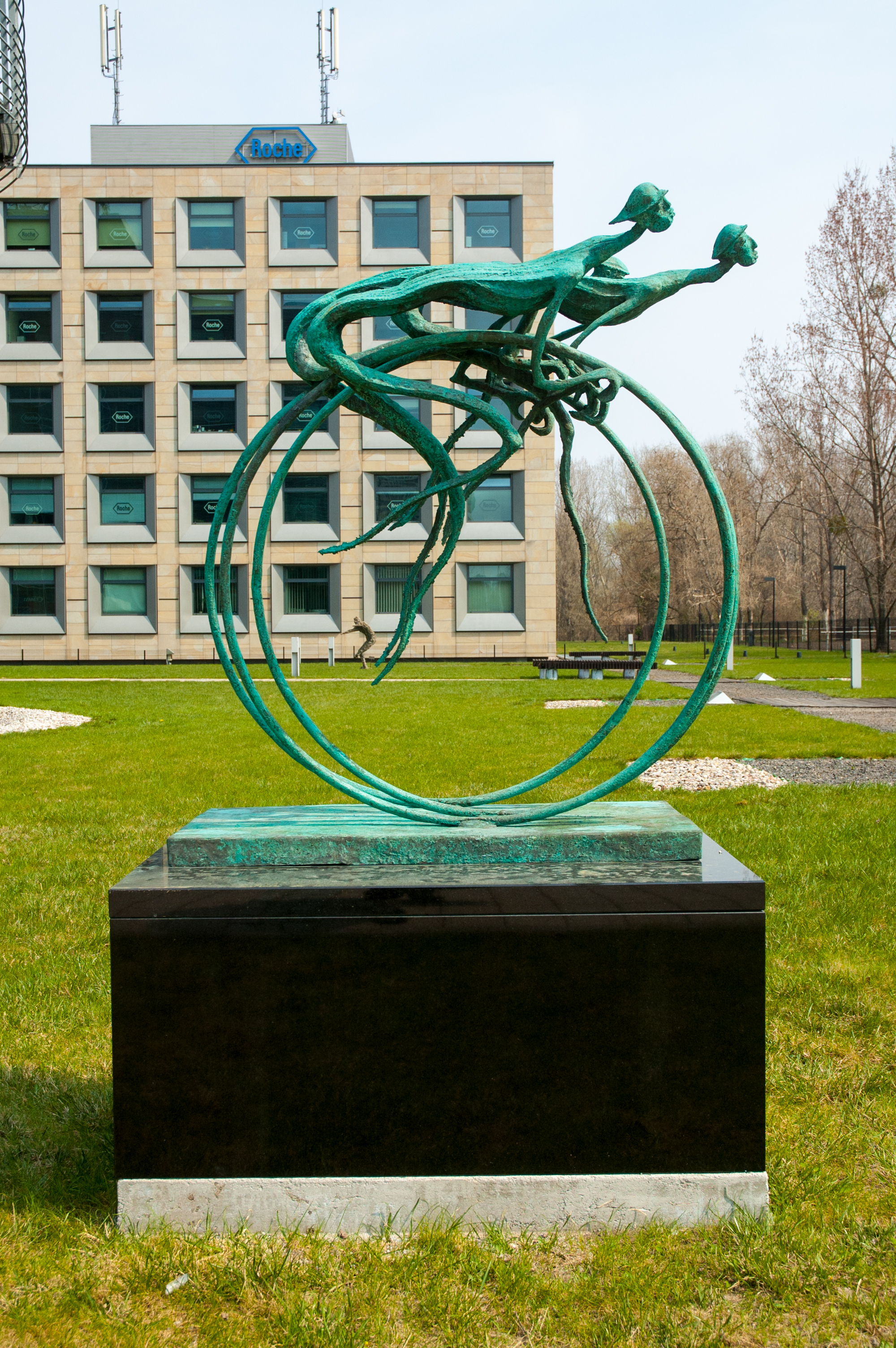
Fragment ekspozycji przed budynkiem
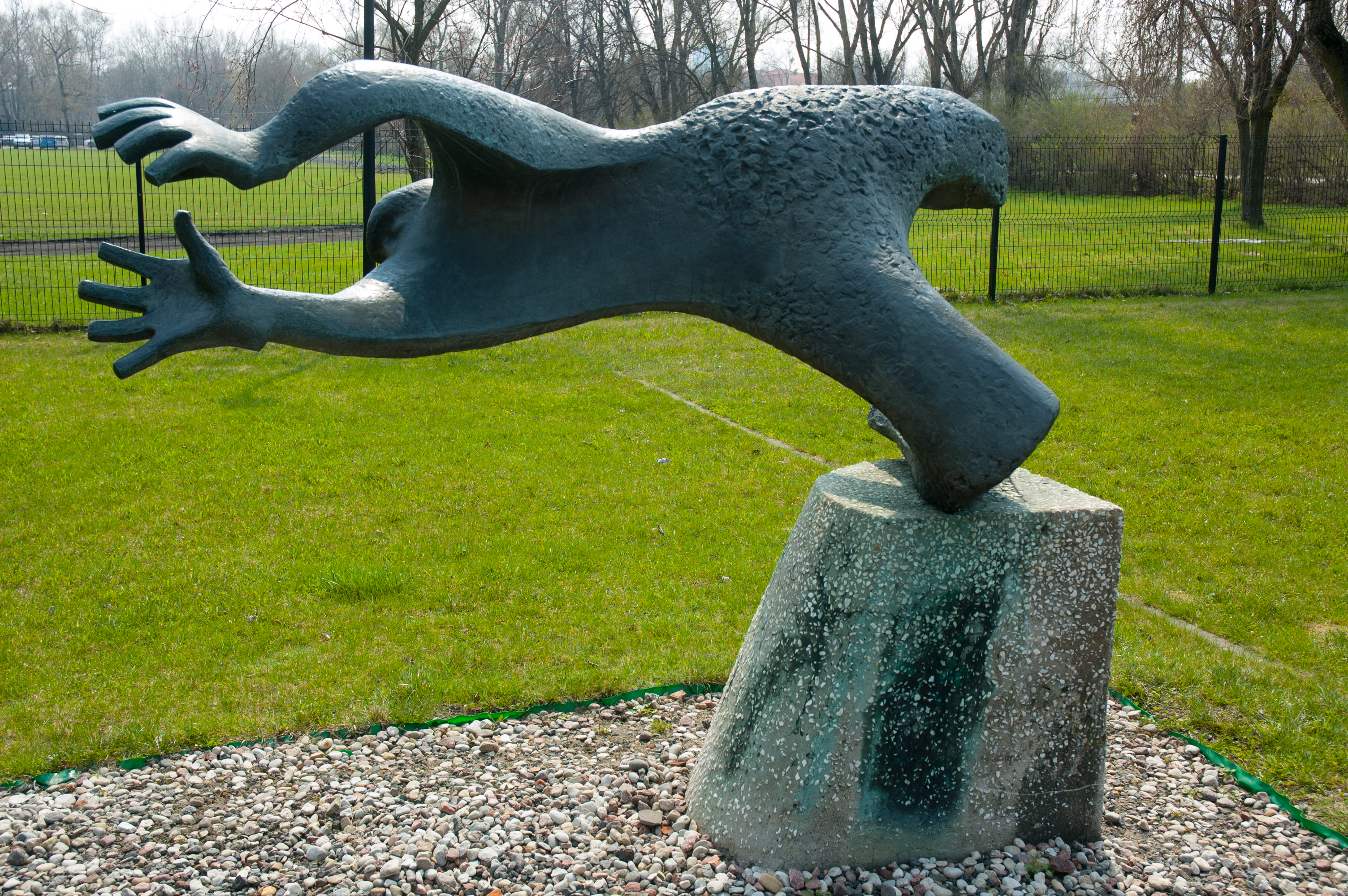
Fragment ekspozycji przed budynkiem
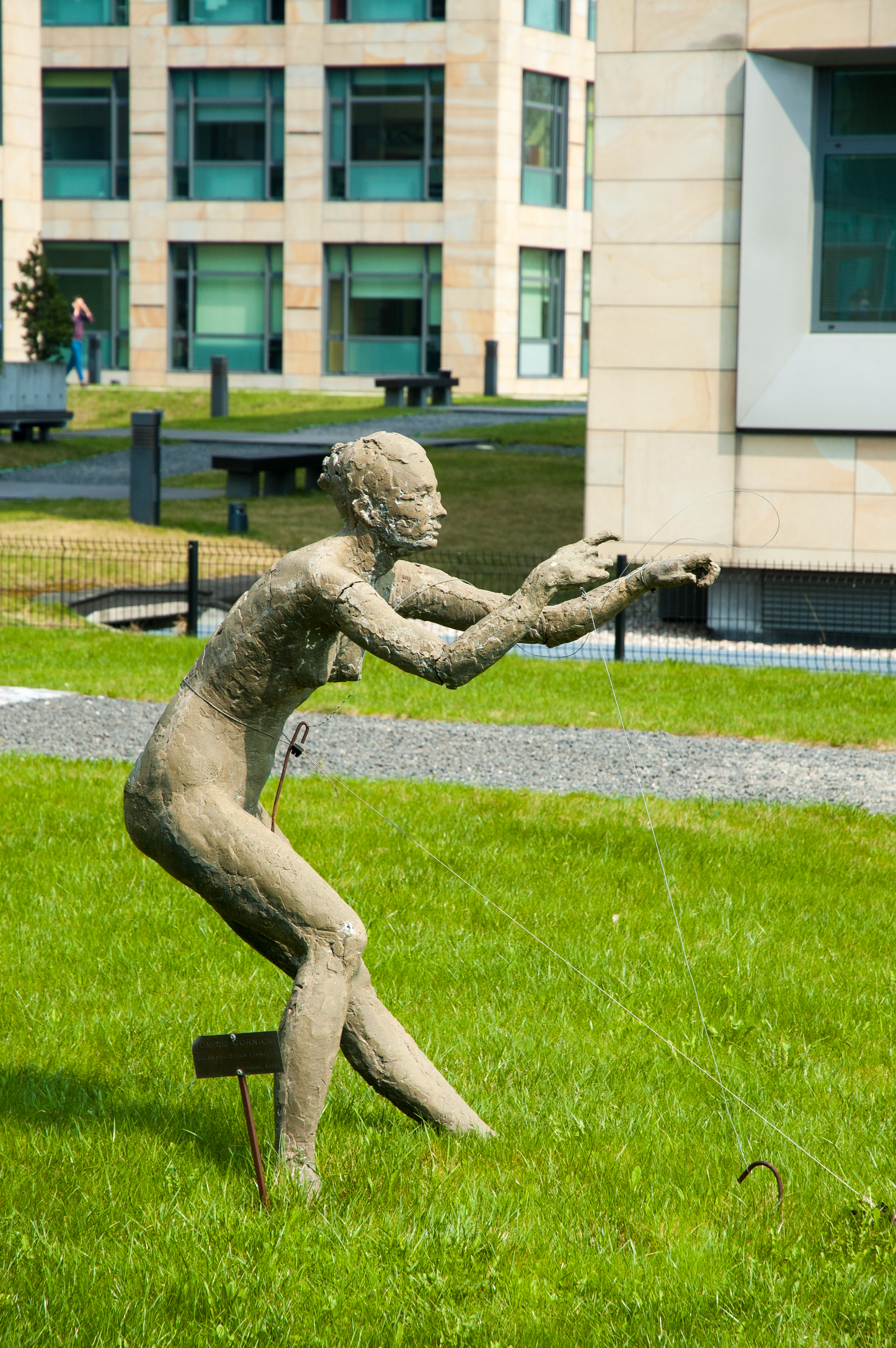
Fragment ekspozycji przed budynkiem
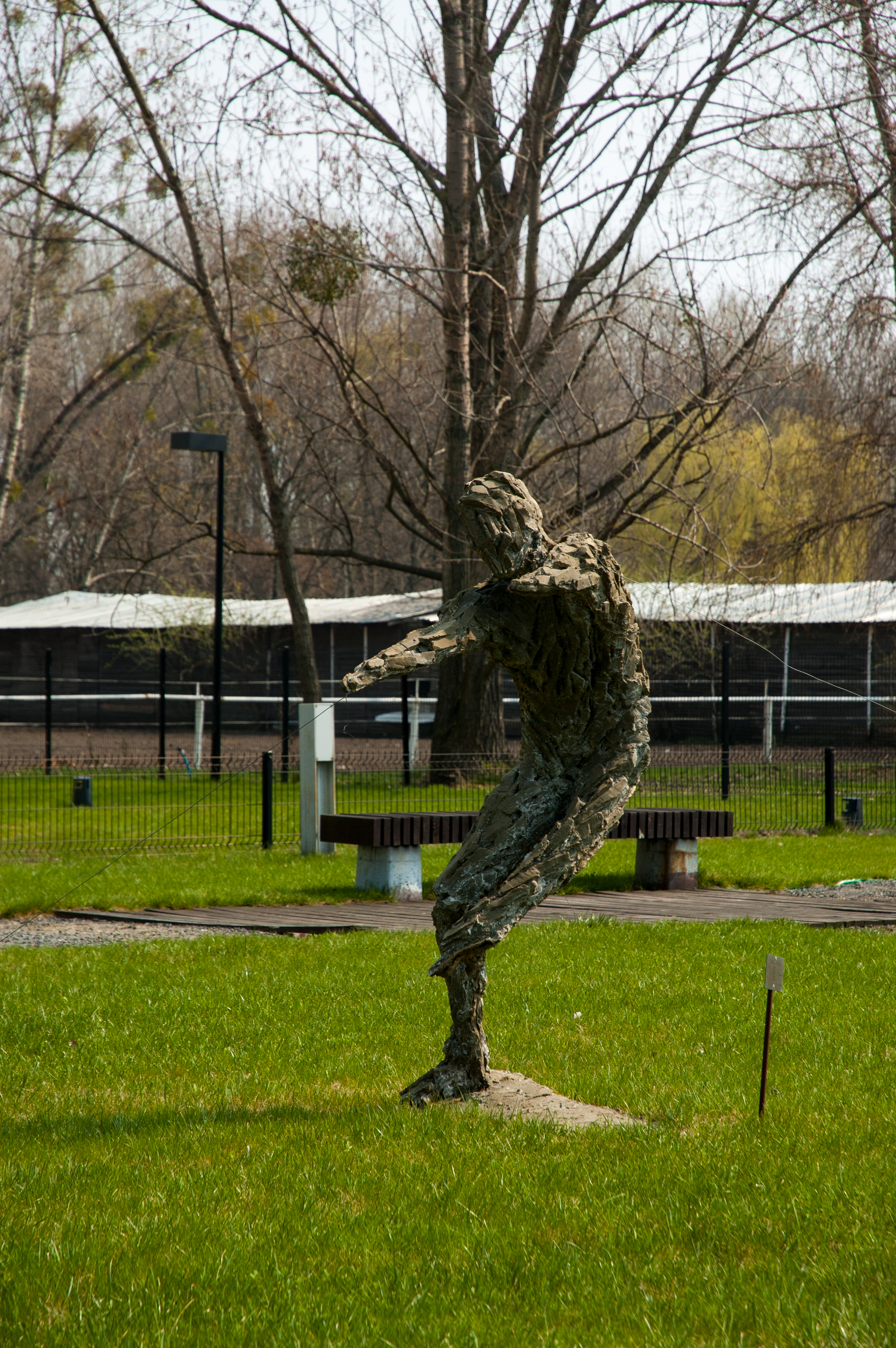
Fragment ekspozycji przed budynkiem